# Terugkeer van de Verloren Zoon
De terugkeer van de verloren zoon is een schilderij van de hand van Rembrandt van Rijn. Hij schilderde het in circa 1668. Het behoort tot de collectie van de Hermitage in Sint-Petersburg. Het is het grootste schilderij dat Rembrandt in de laatste jaren van zijn leven schilderde.
In dit schilderij geeft Rembrandt de parabel van de verloren zoon uit het Nieuwe Testament weer. We zien een geknielde jongeman, die omhelsd wordt door een oudere man, zijn vader. Rechts zijn een vrouw en twee mannen afgebeeld, die in stilte toekijken. Links achter de vader staat nóg een vrouw in het donker het gebeuren te aanschouwen. De staande man rechts zou de broer van de verloren zoon kunnen zijn.
Net zoals Rembrandts andere werken is ook dit schilderij zeer donker. Opvallend aan het schilderij zijn de handen van de vader: de ene hand ziet eruit als een krachtige vaderhand, die de zoon stevig tegen zich aandrukt. De andere is meer een vrouwenhand, die de zoon eerder liefdevol en zorgzaam verwelkomt.
Geeft de Hermitage circa 1668 als jaar van aanmaak, toen het in 2015 geëxposeerd werd op de tentoonstelling Late Rembrandt werd aldaar circa 1666-1669 aangehouden.